# Tattletail
Tattletail è un videogioco survival horror del 2016, sviluppato da Waygetter Electronics e pubblicato da Little Flag Software, LLC per Microsoft Windows e macOS. Il gioco è stato distribuito esclusivamente in versione digitale, su Steam, il 28 dicembre 2016. In Tattletail, il giocatore si deve prendere cura del suo giocattolo parlante, il Baby Talking Tattletail, evitando al contempo di farsi vedere da Mama Tattletail. Finora sono stati rilasciati 2 aggiornamenti del gioco, uno ha aggiunto la possibilità di avere finali multipli mentre l'altro è un'espansione che si svolge dopo la storia del gioco principale.

## Trama

Un Baby Tattletail viola che il giocatore ha scartato la vigilia di Natale sotto l'albero.

Gli eventi del gioco si svolgono tra il 20 e il 25 dicembre del 1998. Il giocatore si sveglia il 20 dicembre per aprire il suo regalo di Natale. Il regalo è un nuovo giocattolo che sta andando di moda quei giorni, il Baby Talking Tattletail. Dopo aver giocato brevemente con il giocattolo (e scoperto l'alimentazione e la cura dello stesso), il giocatore lo rimette nella sua scatola. Successivamente, tornando nella propria stanza il telefono squilla e il giocatore ha l'opportunità di rispondere o ignorare la chiamata. Se si alza la cornetta, le uniche cose udibili sono degli inquietanti suoni statici. Dopodiché, qualunque sia stata la scelta del giocatore, esso torna a letto. La notte successiva il giocatore trova lo stesso Tattletail misteriosamente nell'asciugatrice. In seguito, il giocattolo chiede al giocatore di nasconderlo in un vaso, quando improvvisamente la luce salta, ed il giocatore dovrà cercare una torcia (che servirà per il procedimento del gioco). Il giocatore poi ricarica il giocattolo e torna a letto.  
Alla terza notte, il giocatore sente dei rumori arrivare dal seminterrato. Sceso a controllare, il giocatore trova Mama Tattletail in un angolo, insieme ad una cassetta che può essere riprodotta usando il giocattolo. Dopo che il giocatore ha trovato il Baby Tattletail, questo chiede di essere portato a Mama Tattletail. Il giocatore ritorna sul posto solo per scoprire che la mamma è scomparsa. Mentre il giocatore sta pulendo il Baby Tattletail, Mama Tattletail inizia a dare la caccia al giocatore.
Alla quarta notte, dopo una lunga sessione di ricerca e nascondino con un altro Tattletail, il giocatore trova un nastro VHS con uno spot pubblicitario del Tattletail. Dopo un po', alcuni dei nomi elencati nella cassetta diventano rosso, l'illuminazione cambia da blu a verde e appaiono sacchi di spazzatura nel filmato.
Alla vigilia di Natale, Baby Tattletail invita il giocatore in cantina a partecipare a una festa con lui e gli altri Tattletail, alcuni dei quali il giocatore dovrà trovare. Dopo che il giocatore li ha trovati tutti, il giocatore deve trovare alcuni oggetti al piano di sopra. Il giocatore scopre che i Tattletails hanno realizzato un pentagramma con le luci di Natale che aveva portato dal piano di sopra e con al centro un nastro VHS, cominciando a recitare in tondo. Dopo aver riavvolto il nastro VHS, appare Mama Tattletail e ruba le candele. Il giocatore deve trovare le candele in vasi sparsi per il seminterrato. Una volta che la seduta raggiunge il suo apice, il nastro inizia a levitare e il giocatore deve distruggerlo. La seduta termina e i Tattletail scompaiono, permettendo al giocatore di tornare a letto.
Il finale dell'ultimo giorno dipende dal fatto che il giocatore abbia raccolto tutte e 22 le uova nascoste.
- Bad Ending: se il giocatore non riesce a raccogliere tutte e 22 le uova, il giocatore trova un regalo vuoto sotto l'albero di Natale e Mama Tattletail uccide il giocatore (perché il rituale non ha funzionato). Il finale è ottenibile anche dopo aver raccolto tutte le uova se si ha risposto al telefono durante la prima notte. Questo finale era l'originale che seguiva la fine del gioco prima dell'uscita dell'aggiornamento "The Gift".

- Good Ending: se il giocatore riesce a raccogliere tutte e 22 le uova, il suo regalo si rivela essere lo stesso Baby Talking Tattletail che il giocatore aveva già ricevuto quando lo ha aperto in anticipo. Tattletail procederà quindi a fornire al giocatore una serie di regali: il suo cartellino di nascita e una torcia dorata. Il giocatore dovrà quindi aprire la porta della stanza della madre e svegliarla attivando uno schermo bianco. Il gioco termina con il Talking Tattletail che dice "Grazie", insieme alla madre del giocatore che sbadiglia.

- Joke Ending: se il giocatore cade accidentalmente fuori dalla mappa con Tattletail nelle sue mani, Tattletail inizierà a dire che il giocatore "lo ha rotto" e il gioco termina. Sebbene tecnicamente sia un finale, nel menu principale non ci sono i progressi.

## Sviluppo
Il videogioco è stato sviluppato dalla Waygetter Electronics, società immaginaria guidata dal game designer Ben Esposito e che si compone di character designer/co-sviluppatore Geneva Hodgson e il programmatore principale Tom Astle. L'azienda sviluppatrice Waygetter inoltre appare nel videogioco come l'azienda sviluppatrice dei giocattoli Tattletail. La voce che interpreta i Talking Tattletail è quella del fumettista Ryann Shannon.

### The Kaleidoscope
Nel DLC The Kaleidoscope, il giocatore si sveglia il giorno di Natale per trovare il suo regalo, il Baby Talking Tattletail viola. Tuttavia, sembra leggermente diverso, parla in una noiosa voce monotona e poi ha dei difetti. Alla porta d'ingresso, il giocatore trova un pacco e una lettera anonima che afferma che il Tattletail "[prima] non era così" e che "questo non è affatto come dovrebbe essere". Il giocatore torna gradualmente indietro nel tempo e deve giocare di nuovo ogni notte in ordine inverso con gli eventi e le circostanze delle notti che sono molto simili a quelle del gioco principale, tranne per il fatto che Mama Tattletail adesso è un personaggio amichevole e premuroso. Ogni notte termina con una lettera che spiega che qualcosa è andato storto, e la lettera finale spiega che esiste un luogo chiamato Kaleidoscope (letteralmente Caleidoscopio), in cui sono memorizzati tutti i ricordi e la causa di eventuali cambiamenti. Al giocatore viene quindi offerta la possibilità di tornare a letto o di entrare a Kaleidoscope per recuperare i propri ricordi. Scegliere di andare a letto comporta la Bad Ending e il Tattletail rimarrà noioso per sempre.
A Kaleidoscope, l'ambiente sembra una versione rovinata e deformata della casa del giocatore, illuminata con una tinta bluastra. Il giocatore trova un nastro VHS con una lettera che dice che deve essere riprodotta per ripristinare i ricordi del giocatore. Il nastro VHS contiene anche una versione leggermente diversa dello spot pubblicitario dei Tattletail. Una volta che il nastro viene riprodotto, la notte si ripete con Tattletail dall'atteggiamento allegro. Mentre il giocatore sta per andare, Tattletail racconta una barzelletta, ma viene interrotto da Mama e il giocatore viene riportato al Kaleidoscope con Mama che è di nuovo aggressiva. Il giocatore deve quindi attraversare di nuovo l'ingresso del Kaleidoscope senza essere ucciso da Mama. Dopo essere scappato, il giocatore si sveglia di nuovo il giorno di Natale e apre il regalo. Una volta aperto, Tattletail dà al giocatore un regalo con una lettera che loda il giocatore e che dice al giocatore di salutare il Tattletail da parte loro. Tattletail quindi racconta un'altra battuta al giocatore.

## Accoglienza
Il gioco ha ricevuto recensioni per lo più positive su Steam. Alcune critiche hanno però puntualizzato sulla somiglianza apparentemente superficiale con la serie di videogiochi Five Nights at Freddy's per via dello svolgimento nel cuore della notte, dello svolgimento nelle classiche 5 notti e nel vivere in una casa stregata con dei giocattoli viventi che vogliono uccidere il giocatore, cosa che ha portato i fan a credere che Tattletail fosse una fregatura che sostituisse Five Nights at Freddy's. I critici in generale concordano sul fatto che il gameplay, che consente la libertà di movimento, sia più distintivo. GameSpew ha assegnato un punteggio di 8 affermando e elogiando che a volte il gioco sa essere molto terrificante, che non si basa solo sui jumpscare, l'utilizzo dei segnali audio e la musica, la non elevata difficoltà dell'ultimo livello e che un maggiore livello di difficoltà lo renderebbe probabilmente più ripetitivo.